# Tiptopit
Tiptopit ist ein sehr selten vorkommendes Mineral aus der Mineralklasse der „Phosphate, Arsenate und Vanadate“. Es kristallisiert im hexagonalen Kristallsystem mit der chemischen Zusammensetzung K2(Na,Ca,□)3Li3Be6[4][(OH)2|(PO4)6]·H2O und ist damit chemisch gesehen ein komplex zusammengesetztes, wasserhaltiges Phosphat mit Kalium, Natrium bzw. Calcium, Lithium und Beryllium sowie Hydroxidionen als zusätzlichen Anionen. Die in den ersten runden Klammern angegebenen Elemente Natrium und Calcium können sich in der Formel jeweils gegenseitig vertreten (Substitution, Diadochie), stehen jedoch immer im selben Mengenverhältnis zu den anderen Bestandteilen des Minerals. Zusätzlich wird mit dem Quadrat-Symbol □ angezeigt, dass dieser Strukturplatz nicht vollständig besetzt ist.
Tiptopit ist farblos und entwickelt meist nadelige Kristalle mit hexagonaler Grundfläche und glasähnlichem Glanz auf den Oberflächen, die in radialstrahligen oder büscheligen Mineral-Aggregaten angeordnet sind.

## Etymologie und Geschichte
Erstmals entdeckt wurde Tiptopit in der „Tip Top Mine“ bei Fourmile etwa 8,5 Kilometer südwestlich von Custer im gleichnamigen County des US-Bundesstaates South Dakota und beschrieben 1985 durch Joel D. Grice, Donald R. Peacor, George W. Robinson, Jerry van Velthuizen, Willard L. Roberts, Thomas J. Campbell und Pete J. Dunn, die das Mineral nach seiner Typlokalität benannten.
Typmaterial des Minerals wird im Canadian Museum of Nature in Ottawa (Katalog-Nr. 48833) in Kanada sowie im Geologischen Museum der „South Dakota School of Mines and Technology“ in Rapid City (Katalog-Nr. 81-5102) und im National Museum of Natural History in Washington, D.C. (Katalog-Nr. 149609) in den USA aufbewahrt.

## Klassifikation
In der veralteten, aber teilweise noch gebräuchlichen 8. Auflage der Mineralsystematik nach Strunz gehörte der Tiptopit zur Mineralklasse der „Phosphate, Arsenate und Vanadate“ und dort zur Abteilung der „Wasserhaltigen Phosphate mit fremden Anionen“, wo er als einziges Mitglied die unbenannte Gruppe VII/D.02 bildete.
Die seit 2001 gültige und von der International Mineralogical Association (IMA) verwendete 9. Auflage der Strunz’schen Mineralsystematik ordnet den Tiptopit ebenfalls in die Abteilung der „Phosphate usw. mit zusätzlichen Anionen; mit H2O“ ein. Diese ist allerdings weiter unterteilt nach der relativen Größe der beteiligten Kationen, so dass das Mineral entsprechend seiner Zusammensetzung in der Unterabteilung „Mit kleinen (und gelegentlich größeren) Kationen“ zu finden ist, wo es als einziges Mitglied die unbenannte Gruppe 8.DA.25 bildet.
Auch die vorwiegend im englischen Sprachraum gebräuchliche Systematik der Minerale nach Dana ordnet den Tiptopit in die Klasse der „Phosphate, Arsenate und Vanadate“ und dort in die Abteilung der „Wasserhaltige Phosphate etc., mit Hydroxyl oder Halogen“ ein. Hier ist er als einziges Mitglied in der unbenannten Gruppe 42.06.11 innerhalb der Unterabteilung „Wasserhaltige Phosphate etc., mit Hydroxyl oder Halogen mit (AB)2(XO4)Zq × x(H2O)“ zu finden.

## Kristallstruktur
Tiptopit kristallisiert hexagonal in der Raumgruppe P63 (Raumgruppen-Nr. 173) mit den Gitterparametern a = 11,65 Å und c = 4,69 Å sowie einer Formeleinheit pro Elementarzelle.

## Bildung und Fundorte

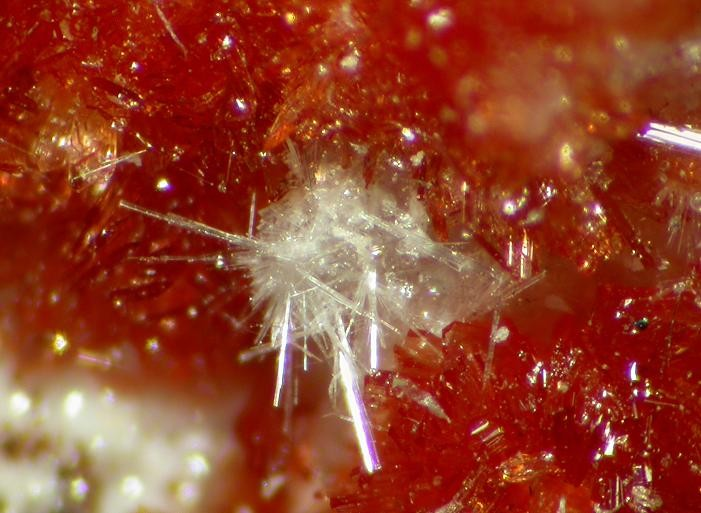
Tiptopit (farblos) auf Montgomeryit (rot) aus der Tip Top Mine, South Dakota, USA (Sichtfeld 4 mm)

Tiptopit bildet sich auf den Bruchflächen früher gebildeter Minerale in komplex zonierter Granit-Pegmatite. Als Begleitminerale können unter anderem Beryll, Englishit, Fransoletit, Mikroklin, Montgomeryit, Quarz und Roscherit auftreten.
Neben seiner Typlokalität „Tip Top Mine“ im Custer County (South Dakota, USA) ist bisher (Stand 2018) kein weiterer Fundort für Tiptopit bekannt.